# Colban, conte di Fife
Colban, conte di Fife (1245 circa – 1270), è stato un nobile scozzese.

## Biografia
Della vita di Colban si sa molto poco. Nacque attorno al 1245, e proveniva da una famiglia molto importante della nobiltà scozzese: suo padre era Malcolm II, conte di Fife, mentre la madre una figlia del principe di Galles Llywelyn il Grande. È noto che fu fatto cavaliere da re Alessandro III di Scozia nel 1264, e che poco dopo succedette al titolo del padre mentre era ancora minorenne.
Dovette sposarsi sempre nello stesso periodo, forse con una delle figlie del magnate Alan Durward, anche se l'identificazione rimane dubbia. Colban morì ancora giovane attorno al 1270, e fu succeduto dal figlio Duncan III, ancora bambino.

## Discendenza
Si sposò in data imprecisata con una certa Anna, da alcuni storici identificata come una figlia di Alan Durward. Dall'unione nacquero due figli:
- Duncan III, conte di Fife, successore del padre;
- Marjory, che sposò Alan I, conte di Menteith.[3]

## Ascendenza
|                              |                   |                        | Genitori                |  |  | Nonni |  |  | Bisnonni                 |  |  | Trisnonni               |  |
|                              |                   |                        |                         |  |  |       |  |  | Duncan II, conte di Fife |  |  | Duncan I, conte di Fife |  |
|                              |                   |                        |                         |  |  |       |  |  | Duncan II, conte di Fife |  |  | Duncan I, conte di Fife |  |
|                              |                   | …                      |                         |  |  |       |  |  | Duncan II, conte di Fife |  |  |                         |  |
| Malcolm McDuncan             |                   |                        |                         |  |  |       |  |  | Duncan II, conte di Fife |  |  |                         |  |
|                              |                   | …                      | …                       |  |  |       |  |  |                          |  |  |                         |  |
|                              |                   | …                      | …                       |  |  |       |  |  |                          |  |  |                         |  |
|                              |                   | …                      | …                       |  |  |       |  |  |                          |  |  |                         |  |
| Malcolm II, conte di Fife    |                   | …                      |                         |  |  |       |  |  |                          |  |  |                         |  |
|                              |                   | …                      | …                       |  |  |       |  |  |                          |  |  |                         |  |
|                              |                   | …                      | …                       |  |  |       |  |  |                          |  |  |                         |  |
|                              |                   | …                      | …                       |  |  |       |  |  |                          |  |  |                         |  |
| …                            |                   | …                      |                         |  |  |       |  |  |                          |  |  |                         |  |
|                              |                   | …                      | …                       |  |  |       |  |  |                          |  |  |                         |  |
|                              |                   | …                      | …                       |  |  |       |  |  |                          |  |  |                         |  |
|                              |                   | …                      | …                       |  |  |       |  |  |                          |  |  |                         |  |
| Colban, conte di Fife        |                   | …                      |                         |  |  |       |  |  |                          |  |  |                         |  |
|                              | Iorwerth Drwyndwn | Owain Gwynedd          |                         |  |  |       |  |  |                          |  |  |                         |  |
|                              | Iorwerth Drwyndwn | Owain Gwynedd          |                         |  |  |       |  |  |                          |  |  |                         |  |
|                              | Iorwerth Drwyndwn | Gwladus ferch Llywarch |                         |  |  |       |  |  |                          |  |  |                         |  |
| Llywelyn il Grande           | Iorwerth Drwyndwn |                        |                         |  |  |       |  |  |                          |  |  |                         |  |
|                              |                   | Marged ferch Madog     | Madog ap Maredudd       |  |  |       |  |  |                          |  |  |                         |  |
|                              |                   | Marged ferch Madog     | Madog ap Maredudd       |  |  |       |  |  |                          |  |  |                         |  |
|                              |                   | Marged ferch Madog     | …                       |  |  |       |  |  |                          |  |  |                         |  |
| figlia di Llywelyn il Grande |                   | Marged ferch Madog     |                         |  |  |       |  |  |                          |  |  |                         |  |
|                              |                   | Giovanni d'Inghilterra | Enrico II d'Inghilterra |  |  |       |  |  |                          |  |  |                         |  |
|                              |                   | Giovanni d'Inghilterra | Enrico II d'Inghilterra |  |  |       |  |  |                          |  |  |                         |  |
|                              |                   | Giovanni d'Inghilterra | Eleonora d'Aquitania    |  |  |       |  |  |                          |  |  |                         |  |
| Giovanna del Galles          |                   | Giovanni d'Inghilterra |                         |  |  |       |  |  |                          |  |  |                         |  |
|                              |                   | Clemence               | …                       |  |  |       |  |  |                          |  |  |                         |  |
|                              |                   | Clemence               | …                       |  |  |       |  |  |                          |  |  |                         |  |
|                              |                   | Clemence               | …                       |  |  |       |  |  |                          |  |  |                         |  |
|                              |                   | Clemence               |                         |  |  |       |  |  |                          |  |  |                         |  |